# Zelal
Pour plus de détails, voir Fiche technique et Distribution.
Zelal est un documentaire réalisé en 2010 par Marianne Khoury et Mustapha Hasnaoui.

## Synopsis
Zelal est une invitation à plonger dans le monde de la psychiatrie et de la folie, en Égypte. Le film part à la rencontre de ces patients ordinaires, enfermés dans des hôpitaux par la société égyptienne, et offre davantage qu’un voyage au cœur de leur monde obscur. Les hôpitaux finissent par être le seul endroit que les patients envisagent, pas parce qu’ils sont réellement « fous » mais parce qu’ils craignent le monde extérieur. Le film oblige ainsi les spectateurs à remettre en question leurs préjugés et leurs interprétations, nous rappelant que, dans une société qui ne supporte pas la différence, la liberté est précaire.

## Fiche technique
- Réalisation : Marianne Khoury, Mustapha Hasnaoui
- Production : Gabriel Khoury, Marianne Khoury
- Scénario : Marianne Khoury, Mustapha Hasnaoui
- Image : Tamer Joseph, Victor Credi
- Montage : Doaa Fadel

## Distinctions
- Prix FIPRESCI du meilleur documentaire au festival de Dubaï en 2010[1]